# Łęki Wielkie (gromada)
Łęki Wielkie – dawna gromada, czyli najmniejsza jednostka podziału terytorialnego Polskiej Rzeczypospolitej Ludowej w latach 1954–1972.
Gromady, z gromadzkimi radami narodowymi (GRN) jako organami władzy najniższego stopnia na wsi, funkcjonowały od reformy reorganizującej administrację wiejską przeprowadzonej jesienią 1954 do momentu ich zniesienia z dniem 1 stycznia 1973, tym samym wypierając organizację gminną w latach 1954–1972.
Gromadę Łęki Wielkie z siedzibą GRN w Łękach Wielkich utworzono – jako jedną z 8759 gromad na obszarze Polski – w powiecie kościańskim w woj. poznańskim, na mocy uchwały nr 26/54 WRN w Poznaniu z dnia 5 października 1954. W skład jednostki weszły obszary dotychczasowych gromad Kotusz, Łęki Wielkie, Wilanowo i Wolkowo oraz miejscowość Goździchowo (osiedle) z dotychczasowej gromady Goździchowo ze zniesionej gminy Kamieniec w tymże powiecie. Dla gromady ustalono 13 członków gromadzkiej rady narodowej.
4 lipca 1968 gromadę zniesiono, a jej obszar włączono do nowo utworzonej gromady Wolkowo w tymże powiecie.